# Fay-de-Bretagne
Fay-de-Bretagne är en kommun i departementet Loire-Atlantique i regionen Pays de la Loire i nordvästra Frankrike. Kommunen ligger i kantonen Blain som tillhör arrondissementet Châteaubriant. År 2022 hade Fay-de-Bretagne 3 852 invånare.

## Befolkningsutveckling
Antalet invånare i kommunen Fay-de-Bretagne
| Referens: INSEE |